# Droga wojewódzka 235
Die Droga wojewódzka 235 (DW 235) ist eine polnische Woiwodschaftsstraße im Südwesten der Woiwodschaft Pommern. Auf einer Länge von 55 Kilometern verbindet sie den Powiat Kościerski (Kreis Berent) mit dem Powiat Chojnicki (Kreis Konitz) und stellt gleichzeitig die Verbindung her zwischen den Landesstraßen DK 20 und DK 22 (ehemalige deutsche Reichsstraße 1) sowie den Woiwodschaftsstraßen DW 212, DW 236 und DW 240.

## Straßenverlauf
Woiwodschaft Pommern
- Powiat Kościerski (Kreis Berent):
  - Korne (Kornen) (→ DK 20: Stargard (Stargard in Pommern) – Gdynia (Gdingen))

- X Staatsbahn (PKP)-Linie 211: Chojnice (Konitz) – Lipusz – Kościerzyna (Berent) X
  - Lipusz (Lippusch)
  - Lipuska Hutta (Lippuschhütte)
  - Kalisz (Kalisch)

- X PKP-Linie 211 X
  - Dziemiany (Dzimianen)
  - Raduń (Raduhn)

- Powiat Chojnicki (Kreis Konitz):
  - Orlik (Orlik, 1942–45 Arnsnest)
  - Lamk (Lamk, 1942–45 Lemkenmühl)
  - Lubnia (Lubnia, 1942–45 Lübbenberg)
  - Zalesie (Zalesie, 1942–45 Saalesch)
  - Brusy (Bruß) (→ DW 236: Konarczynki (Klein Konarczyn) – Brusy)
  - Męcikał (Mentschikal, 1942–45 Menzig)
  - Powałki (Powalken)
  - Chojnice (Konitz) (→ DK 22: Kostrzyn nad Odrą (Küstrin)/Deutschland – Grzechotki (Rehfeld)/Russland, DW 212: Osowo Lęborskie (Wussow) – Kamionka, und DW 240: Świecie (Schwetz) – Chojnice)